# Temptation (telenovela)
Temptation (hangul: 유혹; rr: Yuhok) é uma telenovela sul-coreana exibida pela SBS de 14 de julho a 16 de setembro de 2014, estrelada por Kwon Sang-woo, Choi Ji-woo, Lee Jung-jin e Park Ha-sun.

## Enredo
Cha Seok-hoon é um homem ingênuo que cresceu numa aldeia rural na província de Gangwon. Seu intelecto recebe-lo em melhor universidade do país, apesar de difícil situação econômica de sua família, e ele assume todos os tipos de postos de trabalho a tempo parcial, a partir de serviços rápidos para trabalhos de construção, a fim de ganhar a sua taxa de matrícula.
Ele então encontra Na Hong-joo, uma menina também de uma família pobre. Hong-joo se resigna a uma existência miserável, até Seok-hoon traz felicidade e esperança em sua vida. Eles se casam, e Hong-joo é uma mulher calma e compreensão, sempre o primeiro a sacrificar e fazer concessões. No entanto, Seok-hoon encontra-se mergulhado em dívida maciça devido a um risco de negócio falhou com outro parceiro.
Yoo Se-young é uma herdeira do hotel, treinados para assumir a empresa de seu pai desde tenra idade. Chamada de "mulher de ferro", ela é um workaholic e um líder teimoso, e não tem interesse em amor ou casamento. Um de seus amigos da família é rico playboy Kang Min-woo, que tentaram em vão seduzi-la no passado. Min-woo tem tudo o que poderia querer, e aborda a vida com a filosofia de que você deve ter uma centena de rostos diferentes para uma centena de mulheres diferentes. Casou-se só porque era um requisito para a sua herança.
Enquanto em uma viagem de negócios a Hong Kong, Se-young atende Seok-hoon e Hong-joo, e para sua diversão, ela torna-os uma oferta perigosa para testar o seu casamento: Em troca de pagar as dívidas de Seok-hoon para que ele pudesse evitar ir para a cadeia, ela pergunta por quatro dias com ele.
Seok-hoon faz uma escolha crucial e leva o negócio. Mas sua relação estranha com Se-young logo compromete seu casamento. Ao retornar para a Coreia, Seok-hoon eo casamento de Hong-joo é incapaz de sobreviver a esta crise de confiança, e eles eventualmente divórcio. Enquanto isso, Se-young encontra-se verdadeiramente apaixonada por Seok-hoon.

## Elenco

### Elenco principal
- Kwon Sang-woo como Cha Seok-hoon
- Choi Ji-woo como Yoo Se-young
- Lee Jung-jin como Kang Min-woo
- Park Ha-sun como Na Hong-joo

### Elenco de apoio
- Kim So-young como Yoo Se-jin
- Kim Sung-kyum como Yoo Dal-ho
- Hong Yeo-jin como Jung Yoon-seok
- Ju Jin-mo como Choi Seok-gi
- Jo Mi-ryung como Myung-hwa
- Kim Hyung-bum como Jo Young-chul
- Choi Il-hwa como Na Shi-chan
- Lee Jung-shin como Na Hong-gyu
- Ahn Se-ha como Park Han-soo
- Jo Hwi-joon como Roy
- Yoon Ah-jung como Han Ji-sun
- Jung Hye-sun como Im Jung-soon
- Kim Ji-young como Kang Yoon-ah
- Heo Jung-eun como Kang Sung-ah
- Choi Hyun como Kim Doo-hyun
- Hwang Seok-ha como Presidente Doo
- Fei como Jenny[6][7]
- Maria Cordero como Tina, a amiga de Jenny

## Classificações
| Episódio | Data de transmissão original | Audiência média | Audiência média              | Audiência média | Audiência média              |
| Episódio | Data de transmissão original | TNmS Ratings    | TNmS Ratings                 | AGB Nielsen     | AGB Nielsen                  |
| Episódio | Data de transmissão original | Em todo o país  | Região Metropolitana de Seul | Em todo o país  | Região Metropolitana de Seul |
| -------- | ---------------------------- | --------------- | ---------------------------- | --------------- | ---------------------------- |
| 1        | 14 de julho de 2014          | 9.6%            | 11.9%                        | 7.6%            | 8.6%                         |
| 2        | 15 de julho de 2014          | 8.3%            | 10.3%                        | 8.0%            | 9.1%                         |
| 3        | 21 de julho de 2014          | 8.2%            | 9.9%                         | 9.0%            | 10.3%                        |
| 4        | 22 de julho de 2014          | 8.4%            | 10.8%                        | 8.3%            | 9.3%                         |
| 5        | 28 de julho de 2014          | 8.8%            | 10.5%                        | 9.0%            | 9.3%                         |
| 6        | 29 de julho de 2014          | 8.5%            | 10.4%                        | 8.9%            | 9.6%                         |
| 7        | 4 de agosto de 2014          | 6.9%            | 8.7%                         | 8.3%            | 9.3%                         |
| 8        | 5 de agosto de 2014          | 8.3%            | 10.3%                        | 9.5%            | 10.7%                        |
| 9        | 11 de agosto de 2014         | 7.2%            | 9.5%                         | 8.6%            | 9.2%                         |
| 10       | 12 de agosto de 2014         | 7.4%            | 9.6%                         | 8.6%            | 9.3%                         |
| 11       | 18 de agosto de 2014         | 7.9%            | 9.6%                         | 8.1%            | 9.0%                         |
| 12       | 19 de agosto de 2014         | 8.3%            | 10.7%                        | 8.8%            | 9.3%                         |
| 13       | 25 de agosto de 2014         | 8.1%            | 9.8%                         | 9.6%            | 10.6%                        |
| 14       | 26 de agosto de 2014         | 8.4%            | 10.9%                        | 10.0%           | 10.7%                        |
| 15       | 1 de setembro de 2014        | 9.3%            | 11.1%                        | 11.3%           | 12.2%                        |
| 16       | 2 de setembro de 2014        | 8.5%            | 11.0%                        | 10.1%           | 11.4%                        |
| 17       | 8 de setembro de 2014        | 6.7%            | 8.2%                         | 6.6%            | 7.2%                         |
| 18       | 9 de setembro de 2014        | 8.1%            | 9.8%                         | 8.3%            | 8.9%                         |
| 19       | 15 de setembro de 2014       | 7.7%            | 9.6%                         | 8.8%            | 9.7%                         |
| 20       | 16 de setembro de 2014       | 10.1%           | 12.6%                        | 10.8%           | 11.7%                        |
| Média    | Média                        | 8.2%            | 10.3%                        | 8.9%            | 9.8%                         |

## Trilha sonora
1. Temptation Waltz (유혹의 왈츠)
2. You & I (그대 그리고 나) – Lena Park
3. Temptation (유혹) – Eru
4. One Summer Night (versão coreana) – Jo Kwon e Fei
5. That Place (그 자리) – Moon Myung-jin
6. Pitiful (불쌍해) – Lucky J
7. Tears Rain (눈물비) – Seo Young-eun
8. One Summer Night (versão em inglês) – Jo Kwon e Fei
9. Without U – Danny Jung
10. Dream (꿈)
11. Memories
12. Temptation
13. Strong Feelings (강한 감정)
14. Irresistible (거부할 수 없는)
15. Passion (격정)
16. Uneasy Choice (불안한 선택)
17. Temptation Tango (유혹의 탱고)
18. Temptation Nocturne (유혹의 야상곡)

## Prêmios e indicações
| Ano  | Prêmio                | Categoria                                                     | Recipiente                  | Resultado |
| ---- | --------------------- | ------------------------------------------------------------- | --------------------------- | --------- |
| 2014 | 3rd APAN Star Awards  | Melhor atriz coadjuvante                                      | Yoon Ah-jung                | Indicado  |
| 2014 | 2014 SBS Drama Awards | Prêmio de excelência em topo, o ator em um especial de drama  | Kwon Sang-woo               | Indicado  |
| 2014 | 2014 SBS Drama Awards | Prêmio de excelência em topo, a atriz em um especial de drama | Choi Ji-woo                 | Indicado  |
| 2014 | 2014 SBS Drama Awards | Prêmio de excelência, o ator em um especial de drama          | Lee Jung-jin                | Indicado  |
| 2014 | 2014 SBS Drama Awards | Prêmio da popularidade (Netizen)                              | Kwon Sang-woo               | Indicado  |
| 2014 | 2014 SBS Drama Awards | Prêmio da popularidade (Netizen)                              | Choi Ji-woo                 | Indicado  |
| 2014 | 2014 SBS Drama Awards | Prêmio de melhor casal                                        | Kwon Sang-woo e Choi Ji-woo | Indicado  |

## Exibição
| País          | Emissora             | Data de estréia        | Data de final          | Título |
| ------------- | -------------------- | ---------------------- | ---------------------- | ------ |
| Coreia do Sul | SBS                  | 14 de julho de 2014    | 16 de setembro de 2014 | 유혹   |
| Taiwan        | STAR Chinese Channel | 13 de novembro de 2014 | 22 de dezembro de 2014 | 誘惑   |
| Hong Kong     | Now 101              | 2015                   |                        | 誘惑   |
| Israel        | Viva                 | 2015                   |                        | פיתוי  |